# 洛觉镇
洛觉镇，原为洛觉乡，是中华人民共和国四川省凉山彝族自治州金阳县下辖的一个乡镇级行政单位。2021年1月12日，撤销洛觉乡和向岭乡，设立洛觉镇。以原洛觉乡、原向岭乡和原谷德乡稳觉村、谷德村、者木沟村所属行政区域为洛觉镇的行政区域。

## 行政区划
洛觉镇下辖以下地区：
马店村、核桃湾村、坪子村和青杆林村。